# Württemberg-Neuenbürg

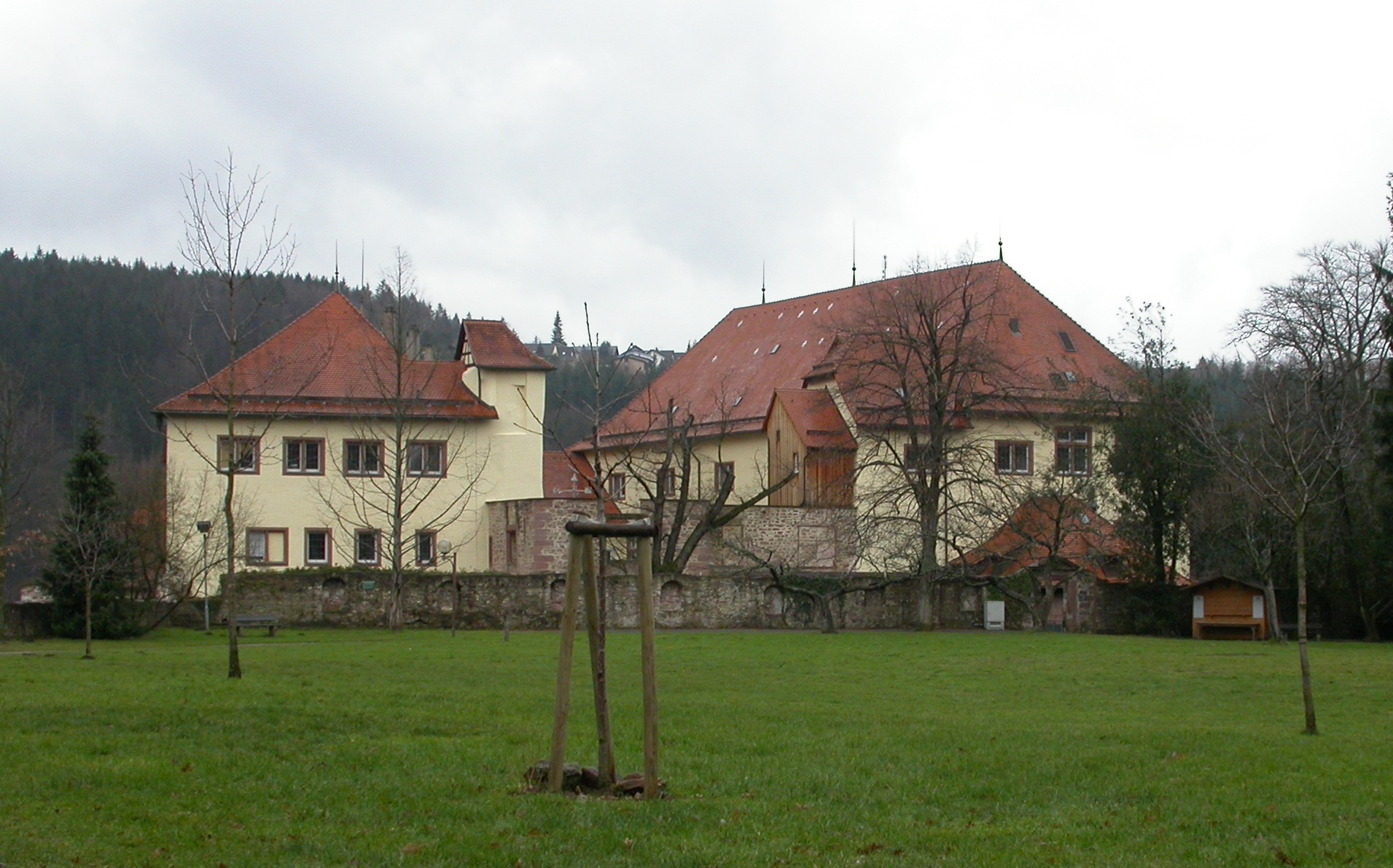
Schloss Neuenbürg

Württemberg-Neuenbürg war der Name zweier kurzlebiger Seitenlinien des Hauses Württemberg im 17. Jahrhundert. Benannt waren sie nach der Stadt Neuenbürg bzw. dem dortigen Schloss Neuenbürg. Beide Linien starben bereits mit ihrem Gründer wieder aus.

## Erste Seitenlinie
Die erste Seitenlinie entstand durch den Fürstbrüderlichen Vergleich vom 28. Maijul. / 7. Juni 1617greg., in dem die Söhne Herzog Friedrichs I. sich das Erbe teilten. Der älteste Sohn, Johann Friedrich, erhielt die Herrschaft über das Herzogtum Württemberg. Die übrigen Brüder wurden mit anderen Besitzungen abgefunden; unter anderem erhielt der jüngste Sohn Magnus das Schloss zu Neuenbürg sowie eine jährliche Zahlung von 10.000 Gulden. Magnus fiel bereits 1622 in der Schlacht bei Wimpfen; er war unverheiratet und hinterließ keine Kinder, so dass das Schloss an die Hauptlinie zurückfiel.

## Zweite Seitenlinie
Die zweite Seitenlinie entstand 1651, nachdem am Ende des Dreißigjährigen Kriegs die Restitution Württembergs erfolgt war. Herzog Eberhard III. überließ seinem Bruder Ulrich im Erbvergleich das Schloss Neuenbürg. Herzog Ulrich verbrachte die meiste Zeit seines Lebens im Kriegsdienst; seinen beiden Ehen entsprangen drei Töchter, jedoch keine männlichen Erben, so dass auch diese Linie mit Ulrichs Tod 1671 wieder erlosch.